# Église Notre-Dame-de-la-Cité d'Auxerre
Ne pas confondre avec la cathédrale Notre-Dame-en-Cité d'Arras ou avec l'abbaye Notre-Dame-La-D'Hors à Auxerre.
L'église Notre-Dame-de-la-Cité est une église disparue d'Auxerre dans le département français de l'Yonne en région Bourgogne-Franche-Comté, construite avant l'an 820, qui faisait partie du groupe cathédral.
Jusque vers le XVe siècle, elle a été aussi importante que l'église cathédrale Saint-Étienne.

## Origine et importance de l'église
Les cathédrales sont généralement dotées d'autels annexes, dont l'un est dédié à Notre-Dame. Au fil du temps, le terrain de l'ensemble religieux s'accroît et des églises contigües correspondant aux autels annexes sont bâties – l'ensemble formant toujours « la cathédrale », bien que ce mot ne s'applique qu'aux églises où se trouve la chaire de l'évêque. Là se tient l'origine de Notre-Dame-de-la-Cité à Auxerre, car la tradition tend à faire bâtir trois églises, dédiées l'une à Notre-Dame, l'une à Saint-Jean-Baptiste et une au martyr local. L'emplacement des églises entre elles peut varier : l'église Notre-Dame peut être au milieu ou, comme à Auxerre, en première position vers le Nord ; dans ce dernier cas, l'église de Saint-Jean-Baptiste est au milieu et celle du martyr – Saint-Étienne pour Auxerre − se trouve au Sud. Or, à Auxerre, les trois églises sont bâties extrêmement proches les unes des autres ; et l'église Saint-Étienne pouvait se permettre plus d'agrandissements que les deux autres car elle était située plus loin des rues ; malgré cet avantage elle n'éclipsa l'église de Saint-Jean-le-Rond que vers le XVe siècle.
L'église de Notre-Dame resta debout, sans changer de taille, au bord du chemin qui menait du haut de la ville à la porte (dans les fortifications) ouvrant vers la rivière. Elle fut nommée « de-la-Cité » pour ne pas être confondue avec Notre-Dame-La-D'Hors qui, elle, avait été bâtie au VIIe siècle à l'extérieur de la première enceinte de remparts du IIIe siècle. Ainsi, Notre-Dame-de-la-Cité faisait partie intégrante de la cathédrale : jusqu'au XIIe siècle, la cathédrale elle-même est parfois nommée « église Sainte-Marie-et-Saint-Étienne », comme c'est le cas dans un titre de l'évêque Alain datant de 1157 – car il n'aurait pas été convenable de nommer la mère du Christ après un martyr.
Le chapitre de Notre-Dame-de-la-Cité, devenu dépendant de celui de Saint-Étienne, comprend au XVe siècle un chantre, un trésorier et 18 chanoines prébendés.

## Histoire

### Haut Moyen-Âge
La date de construction de Notre-Dame-de-la-Cité est inconnue de nos jours. Elle existait déjà en l'an 820, puisque cette année-là, l'évêque Angelelme (33e év. 813-828) fait revêtir son autel de tables d'argent. Son successeur Héribald (34e év. 829-857) fait réparer lambris, peintures et vitres.
À la fin du IXe siècle, l'église est brûlée. L'évêque Herifrid (év. 887-910) la fait rebâtir et s'y fait enterrer. Héribert (45e év. 971-995) s'y fait aussi enterrer.

### Moyen Âge central
Sous l'épiscopat de Hugues de Chalon (47e év. 999-1030), Auxerre subit deux gros incendies : le premier - et le plus destructeur - sous le règne du roi Robert le Pieux (avant 1025), le deuxième entre 1025 et 1030 sous celui de son fils Henri Ier. Vers la fin de son épiscopat, Hugues de Chalon démarre sa reconstruction mais décède avant la fin de l'ouvrage, qui reste incomplet. Trois évêques (Héribert II, Geoffroy de Champallement et Robert de Nevers) et trois ans de vacance du siège épiscopal se passent avant qu'Humbaud (év. 1087-1114) ne reprenne le travail pour l'achever, 50 ans après la mort de Hugues de Chalon.
Guillaume de Toucy (55e év. 1167-1181) donne l'église de Merry-le-Sec et des droits sur l'église de Bléneau au chapitre de chanoines de Notre-Dame-de-la-Cité. C'est la plus ancienne mention d'un chapitre pour cette église.
Hugues de Noyers (év. 1183-1206) fait agrandir l'église et en augmente le nombre de chanoines et les revenus.
En 1212 Guillaume de Seignelay (58e év. 1207-1220) intervient dans les relations de ces chanoines avec l'église cathédrale, réglant la liturgie, le serment qu'ils doivent au chapitre et autres points d'organisation. L'auteur de sa Vie indique qu'en 1218 cet évêque est allé en personne dire la messe à l'église Notre-Dame car les vieilles tours de l'église cathédrale Saint-Étienne étaient en cours de démolition, qui se trouvaient alors où se trouve aujourd'hui la croisée.
Guy de Mello (62e év. 1247-1269) fait construire une chapelle dans le côté nord de l'église, sur la tombe d'un ecclésiastique pendu « contre les règles » par le prévôt d'Auxerre. Il existait aussi dans l'église une chapelle Saint-Jean-l'Evangéliste, dont les revenus participaient de ceux de la mense de Notre-Dame.
Guillaume de Grez (64e év. 1278-1295), qui fonde son anniversaire (de décès) à Saint-Étienne pour 20 livres de rente annuelle à prendre sur le domaine de Régennes, n'est pas aussi généreux avec Notre-Dame-de-la-Cité où il fonde le même pour un don unique d'objets valant 20 livres ; les chanoines détaillent les objets dans leur nécrologue. Aymeric Guénaud (70e év. 1331-1339), plus généreux, donne au chapitre de Notre-Dame-de-la-Cité une ou plusieurs terres situées sur Appoigny, dont au moins une contigüe au domaine épiscopal de Régennes. Ce don généreux incite les chanoines de Notre-Dame-de-la-Cité à commencer son obit par un rappel à son bon souvenir avant de détailler ses dons  dans leur nécrologe.

### Moyen-Âge tardif
Les offices célébrés dans Notre-Dame-de-la-Cité sont utilisés comme référence par l'évêque Nicolas d'Arcies (80e év. 1373-1376) pour la sonnerie des cloches, ce qui indique que ses chanoines s'appliquent à une grande régularité pour leurs propres offices,. Selon l'abbé-historien Jean Lebeuf en 1743, de tous temps Notre-Dame a été l'église la plus fréquentée par les processions des chanoines de Saint-Étienne ; ils étaient dus d'y processionner tous les dimanches sauf pendant les octaves de certaines fêtes, le matin de Noël pour la messe de l'aurore, pour toutes les fêtes de la Vierge et en particulier l'Annonciation où ils y chantaient la grand-messe, ainsi que toute la semaine et le jour de Pâques pour les vêpres.
Le 23 septembre 1397, Michel de Creney (83e év. 1390-1409) réunit deux chapellenies de la chapelle du petit Saint-Étienne, située dans le cloître du chapitre, à la chapellenie de N-D- fondée dans la même chapelle.
Le nécrologe de la collégiale indique un Michel de Creney, chanoine de cette église, dont Renaud de Fontaines intime au chapitre de la cathédrale les lettres expectatives du pape, le 15 avril 1412 ; dans sa réception à un canonicat, ce Michel de Creney est qualifié de maître-ès-arts et bachelier en théologie. Il meurt chanoine d'Auxerre en 1457. Il est peut-être un neveu de l'évêque Michel de Creney.
En 1445 les chanoines de Notre-Dame-de-la-Cité vendent à la cité d'Auxerre des terrains dans le centre-ville portant des bâtiments de peu de valeur, afin qu'y soit bâti le premier hôtel de ville de la cité.
En 1485 le chantre de Notre-Dame-de-la-Cité est député par le diocèse d'Auxerre pour le représenter au concile provincial.

### Temps modernes
Le chapitre de Notre-Dame-de-la-Cité est parmi les plaignants, nombreux autant civils qu'ecclésiastiques, qui se portent devant le bailli puis, en appel de l'accusé ayant perdu, devant le parlement en 1521, contre un boucher ayant dressé un étal hors l'enceinte ordinairement réservée aux boucheries et, partant, sans l'autorisation obligatoire des magistrats.
En 1590 les religieux de l'abbaye Saint-Marien sont transférés à Notre-Dame-de-la-Cité. Vers la même époque (fin XVIe siècle), une confrérie de Sainte-Anne est fondée dans l'église.
Dans les années 1630 Martin Marinel, prêtre du diocèse de Coutances et aumônier de François de Gondi, est nommé chanoine de Notre-Dame-de-la-Cité puis chanoine de la cathédrale par Dominique Séguier (99e év. 1631-1637).

Vers 1650 Jean Foudriat, vicaire général de Pierre de Broc (100e év. 1640-1671), entérine la fondation d'une confrérie de la Trinité par les Trinitaires ou Mathurins de Paris ; mais les chanoines de la cathédrale, qui sont directeurs de l'église, entrent en conflit avec de Broc et font supprimer la confrérie, qui ne laisse pour traces de son passage qu'un tableau dans la nef près de la porte du chœur.
Guerres de religion
Les reliques possédées par cette église ayant été dispersées lors des dévastations par les huguenots pendant les guerres de Religion (seconde moitié du XVIe siècle), celles récupérées sont mises dans de vieilles châsses de bois. Le 26 octobre 1697, l'évêque Dominique Séguier les transfère dans une châsse plus belle qu'il a fait construire. Lors de ce transfert, Marinel coupe le petit doigt d'un des gants de saint Germain.
En 1743 Lebeuf rapporte qu'à la suite de la destruction des voûtes et de la ruine du sanctuaire et chœur par les calvinistes, ce qui reste de la nef est à son époque utilisé comme église et l'ancien chœur, abandonné, sert dès lors de passage ; cette réduction a été effectuée par le chanoine Droin Chaucuard et le chantre et chanoine Samson le Fort. L'église est alors composée essentiellement ce qui reste de la construction de Hugues de Noyers, sauf pour le portail plus récent et le fond (que Lebeuf appelle le "rond-point") de l'église qui date du début XVIIe s.. La tombe de Héribert, qui se trouvait originellement proche de l'autel de Notre-Dame, se retrouve ensuite approximativement sous les marches du portail nord de Saint-Étienne.

### Rue Notre-Dame
Notre-Dame-de-la-Cité a donné son nom à la « rue Notre-Dame » située dans le centre d'Auxerre. Cette rue est différente de la rue Notre-Dame-la-d'Hors qui existe toujours et qui est située dans le nord de la (vieille) ville juste à l'extérieur des remparts du IIIe siècle. Jusqu'à l'arrivée de l'imprimerie, elle s'appelait la « rue des Parcheminiers » car elle était entièrement occupée par ce corps de métier.

## Confusions possibles
Il ne faut pas confondre Notre-Dame-de-la-Cité avec la chapelle Notre-Dame-des-Vertus (aussi appelée Notre-Dame des Miracles). Cette dernière était originellement placée en avant-corps du portail sud de l'église cathédrale Saint-Étienne, emplacement d'un culte à Notre-Dame déjà mentionné en 1361 lors du passage du roi Jean II accompagné du nouvel évêque d'Auxerre Jean Germain,,. Le culte qu'elle abritait a été déplacé en 1783 vers la chapelle Saint-Alexandre, une chapelle axiale située au sud de la tour méridionale de la cathédrale, ; la chapelle Saint-Alexandre prend alors le nom de Notre-Dame-des-Vertus. À cause de cette relocalisation de culte, cette chapelle est citée par certains comme étant du XVIe siècle ; mais ceci ne peut s'appliquer qu'à la relocalisation du culte vers le milieu de ce siècle-là. Les chanoines placèrent dans la chapelle Saint-Alexandre rebaptisée Notre-Dame-des-Vertus, une statue du XVIe siècle de la Vierge provenant de l'ancienne chapelle Notre-Dame-des-Vertus ; la statue a survécu à la Révolution, enterrée derrière la cathédrale, mais a disparu en 1857. Le mausolée des comtes de Chastellux, détruit lors de la Révolution, se trouvait à droite de la chapelle Notre-Dame-des-Vertus ; détruit en 1793, il a été reconstruit vers 1844 dans une chapelle du déambulatoire nord. Notre-Dame-des-Vertus a été détruite en 1780 ; des vestiges en subsistent encore au premier emplacement à l'entrée de la porte de droite du grand portail,, où on peut voir un  haut-relief du Jugement de Salomon ; et au dernier emplacement en date, une ligne blanche et oblique sur le parement du contrefort ouest indique la pente du toit de la chapelle.
De même, la confusion est possible avec l'abbaye Notre-Dame-La-D'Hors à Auxerre, avec Notre-Dame-de-la-Cité à Arras (Pas-de-Calais), ou avec l'église (chapelle) disparue Notre-Dame-de-la-Cité de Quimper (également appelée « Notre-Dame de Guéodet », nom breton proche de "cité").